# Balsamo (Cinisello Balsamo)
Balsamo (Balsom in dialetto milanese, AFI: [ˈbaːlsum]) è un ex comune della Provincia di Milano, soppresso nel 1928 in occasione della fusione con Cinisello nel nuovo comune di Cinisello Balsamo, di cui costituisce la porzione orientale.

## Storia
Da Balsamo, in epoca romana, passava la via Regina, strada romana che collegava il porto fluviale di Cremona (la moderna Cremona) con Clavenna (Chiavenna) passando da Mediolanum (Milano). 

### Evoluzione demografica
Dalle risposte ai 45 quesiti della real giunta del censimento del 1751 emerge che il comune di Balsamo contava 904 abitanti; al successivo censimento (Statistica anime Lombardia) del 1771 raggiungeva invece quota 1 133 abitanti. Nel 1805 in età napoleonica, secondo il nuovo censimento indetto, Balsamo veniva considerato comune di III classe, contando 1 206 persone. Nel 1809, al momento dell'aggregazione fra Cinisello e Balsamo, il nuovo comune dato dalla somma dei precedenti raggiungeva le 2 887 unità. Caduto Napoleone i balsamesi rivendicarono la propria autonomia municipale, che venne immediatamente accolta dal nuovo governo asburgico. Secondo la notificazione del 23 giugno 1853 Balsamo contava 2 137 abitanti; in concomitanza con l'unione temporanea delle province lombarde al Regno di Sardegna, nel 1859, 2 341. A partire dal censimento successivo, operato all'indomani dell'Unità d'Italia, nel 1861, i dati sulla popolazione vengono monitorati costantemente con cadenza decennale.

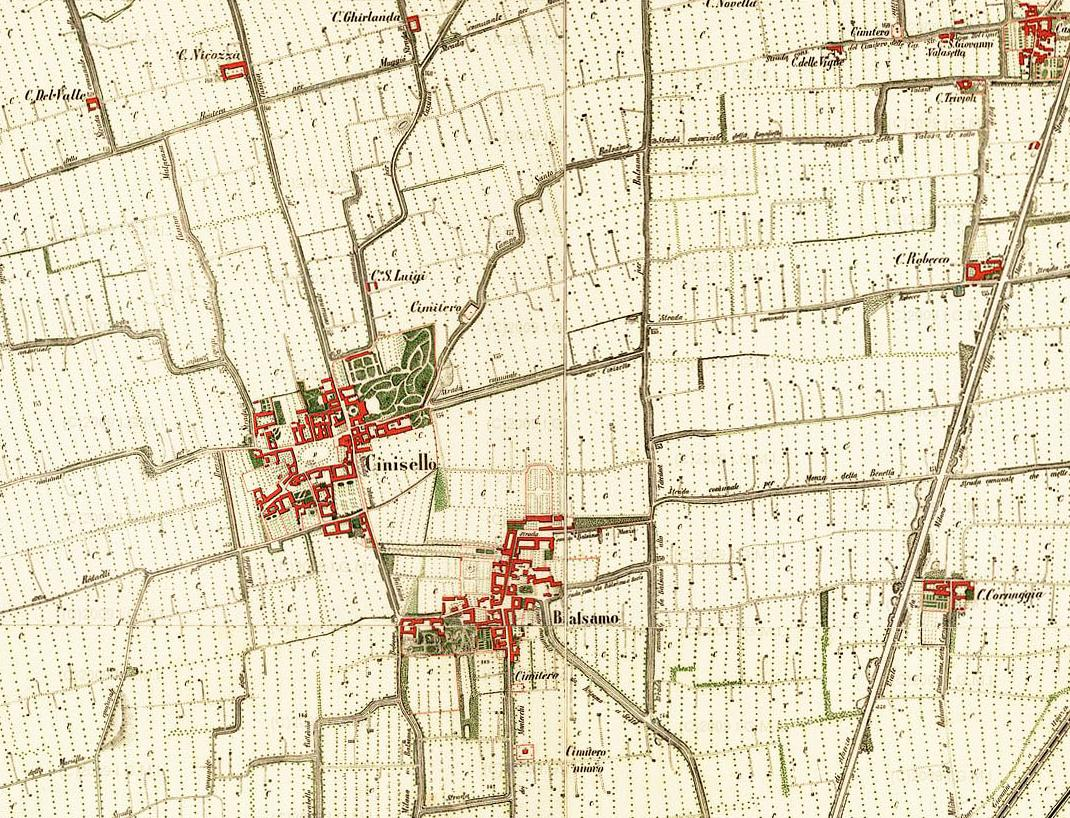
Cinisello e Balsamo ancora nettamente distinti, qui raffigurati nella Carta di Manovra dell'IGM nel 1878

Interessante il raffronto nei vari censimenti operati dal 1861 al 1921 fra la popolazione di Cinisello e quella di Balsamo, considerate unitamente solo a partire dal censimento del 1931, il primo dopo l'unificazione. La differenza di popolazione, inizialmente dell'ordine di qualche centinaio di abitante, a seguito della crescita demografica dei due comuni si fa nettamente maggiore per Cinisello, che subisce un maggiore sviluppo, malgrado comunque la crescita di Balsamo, favorita dalla vicinanza con Sesto San Giovanni e le sue industrie.
| Anno | Cinisello | Balsamo |
| ---- | --------- | ------- |
| 1861 | 2 805     | 2 353   |
| 1871 | 2 785     | 2 379   |
| 1881 | 2 905     | 2 316   |
| 1901 | 3 580     | 2 431   |
| 1911 | 4 396     | 2 954   |
| 1921 | 4 815     | 3 140   |

### Amministrazione
Dalle risposte ai 45 quesiti della real giunta del censimento del 1751 risulta che Balsamo fosse amministrata da compadroni e da un sovrintendente nominato dai compadroni affinché vigilasse e riconoscesse i riparti annuali. A questi andava poi aggiunto un cancelliere, residente a Milano e un esattore, nominato con asta pubblica ogni tre anni. A un console spettavano invece i compiti di polizia. Dal punto di vista della giurisdizione era affidato a un podestà feudale, anch'esso residente a Milano, al quale si doveva versare un salario fisso. Tale ordinamento rimase in vigore fin prima l'Unità d'Italia, più nel dettaglio fino alla nuova legge sull'ordinamento comunale del 1859, che introdusse la figura amministrativa del sindaco che governava affiancato da una giunta e da un consiglio. Gli ultimi anni di autonomia del comune videro invece l'imposizione della figura del podestà, introdotta dal regime fascista a partire dal 1926 con le cosiddette leggi fascistissime: questo comportò il passaggio di tutte le funzioni amministrative nelle mani del podestà - nominato con Regio Decreto per cinque anni e in qualunque momento revocabile - a discapito degli altri organi amministrativi, che trovavano ora sbocco nella sola consulta municipale, con funzioni meramente consultive.